# Les Informations dieppoises
 (juin 2017).
Si vous disposez d'ouvrages ou d'articles de référence ou si vous connaissez des sites web de qualité traitant du thème abordé ici, merci de compléter l'article en donnant les références utiles à sa vérifiabilité et en les liant à la section « Notes et références ».
Les Informations dieppoises est un journal bi-hebdomadaire français diffusé le mardi et vendredi dans la région de Dieppe (Seine-Maritime).
Il a été créé le 28 mai 1836 sous le nom de La Vigie de Dieppe. 
Il fait partie du groupe Publihebdos.